# Google Web Accelerator
Google Web Accelerator là một trình tăng tốc web do Google sản xuất. Nó sử dụng phần mềm máy khách được cài trên máy người dùng, cũng như dữ liệu được lưu đệm trên máy chủ của Google, để tăng tốc độ tải trang theo dạng nén dữ liệu, tải trước nội dung, và chia sẻ dữ liệu đã được lưu đệm giữa các người dùng với nhau. Bản beta, phát hành vào ngày 4 tháng 5 năm 2005, hoạt động với Mozilla Firefox 1.0+ và Internet Explorer 5.5+ trên nền Windows 2000 SP3+, Windows XP, Windows Server 2003, và Windows Vista.